# Bogusza (kasztelan bydgoski)
Bogusza – podstoli inowrocławski w latach 1312–1314, podkomorzy inowrocławski w latach 1317–1318, kasztelan bydgoski w latach 1318–1326, kasztelan inowrocławski w latach 1326–1339.
Urodził się w latach 70. XIII wieku.
Należał do wpływowego na Kujawach rodu Leszczyców.
W latach 90. XIII wieku przebywał w Gdańsku, gdzie widział króla Przemysła II.
W 1306 r. przebywał w otoczeniu książąt Przemysła, Kazimierza w Świeciu. Jesienią 1306 r. spotkał tam Władysława Łokietka podczas jego podróży na Pomorze Gdańskie.
W okresie najazdu krzyżackiego na Pomorze w latach 1308–1309 przebywał na Kujawach.
Zachowało się kilka dokumentów, w których złożył podpisy jako świadek.
- dokument księcia Przemysła z 19 lipca 1312 r. - występuje jako podstoli (inowrocławski),
- dokument księcia Leszka z 17 lipca 1317 r. - występuje jako podkomorzy (inowrocławski) – świadek aktu sprzedaży ziemi michałowskiej przez księcia zakonowi krzyżackiemu,
- dokument księcia Leszka z 13 stycznia 1318 r. - występuje jako podkomorzy (inowrocławski),
- dokument ugody między książętami Leszkiem i Przemysławem z 11 czerwca 1318 r. – występuje jako kasztelan bydgoski. W tym dokumencie zachowała się pieczęć kasztelana Boguszy z wizerunkiem herbu Leszczyc; jest to pierwsze użycie pieczęci z tym herbem.
- dokument króla Władysława Łokietka z 6 grudnia 1331 r. - występuje jako kasztelan inowrocławski,
- dokument króla Kazimierza Wielkiego z 14 marca 1337 r.

Podczas najazdu krzyżackiego w 1332 r. przebywał na Kujawach. Był jednym z obrońców Inowrocławia w kwietniu 1332 r.
Większość informacji o Boguszy pochodzi z jego zeznań złożonych w procesie warszawsko-uniejowskim w 1339 r.
Zeznawał jako 123 świadek oskarżenia. Został zaprzysiężony po raz pierwszy 11 marca 1339 r. w Uniejowie, powtórnie w 1339 r. w Gnieźnie i wtedy dopiero przesłuchany jako rycerz pasowany.
Zmarł po 1339 r., gdyż jego zeznania z 22 kwietnia tego roku są ostatnią o nim wiadomością.